# Marschland
Marsch (pl., marschen) si riferisce a paludi drenate e protette da dighe. Le marschen coprono circa 8.000 km2 in prossimità e sulla costa tedesca del Mare del Nord.

## Descrizione
Esistono due tipi di marschen: quelle marittime (Seemarschen) e quelle lungo i grandi fiumi (Flussmarschen): Ems, Weser e Elba. Costituiti da fini depositi alluvionali ricchi di materia organica, i marschen sono fertili terreni agricoli, di gran lunga superiori alle terre di Geest, situate alle loro spalle. Si tratta di zone agricole ricche, dove il mare è una lotta costante. Le seemarschen sono dominio di tenute di medie dimensioni dove si pratica un'agricoltura intensiva (avena, orzo e barbabietola) e un allevamento di bestiame di alta qualità. I flussmarschen, invece, sono orientati alla coltivazione di ortaggi e frutta nelle periferie delle grandi città, come l'Altes Land presso Amburgo. 